# William Peter Blatty
William Peter Blatty (7 de gener, 1928 - 13 de gener de 2017), fou un escriptor nord-americà. Autor de la novel·la The exorcist (l'exorcista) i del posterior guió cinematogràfic de la pel·lícula del mateix nom que li va fer guanyar l'Òscar al millor guió adaptat el 1973.

## Biografia i carrera professional
Originari de Nova York, Estats Units. Té 3 germans, Edward, Maurice i Alyce. Va estudiar amb els jesuïtes, als quals admirava (això es reflecteix a la novel·la The exorcist, on dos dels personatges principals són jesuïtes). Va escriure el guió a la pel·lícula A shot in the dark, protagonitzada per Peter Sellers.
Va començar a crear la seva novel·la de terror The exorcist a la dècada dels 1950, intrigat pel fet que en aquesta època no es coneixia massa, científicament parlant, el tema de la possessió satànica i del ritu de l'exorcisme.
La novel·la fou publicada el 1972, convertint-se així en l'èxit de la dècada.
Blatty també va ser el productor de la pel·lícula del mateix nom, el 1973, dirigida per William Friedkin i amb la participació de Ellen Burstyn, Linda Blair, Jason Miller, Max von Sydow i Lee J. Cobb entre d'altres, rebent un Òscar per la seva obra.

### Novel·les
- Which Way to Mecca, Jack? (1960)
- John Goldfarb, Please Come Home! (1963)
- Twinkle, Twinkle, "Killer" Kane (1966)
- The Exorcist (1971)
- The Ninth Configuration (1978)
- Legion (1983)
- Demons Five, Exorcists Nothing: A Fable (1996)

### Guions cinematogràfics
- The Exorcist: Final Draft Screenplay (1972)

### Autobiografia
- I'll Tell Them I Remember You (1973)

### No ficció
- William Peter Blatty on 'The Exorcist': From Novel to Screen (1974)
- If There Were Demons Then Perhaps There Were Angels: William Peter Blatty's Own Story of the Exorcist (1978)